# The Last Men – Die letzte Fremdenlegion
The Last Men – Die letzte Fremdenlegion (Originaltitel: Les Derniers Hommes, franz. für „Die letzten Männer“) ist ein Filmdrama von David Oelhoffen. Der im März 1945 spielende Historienfilm erzählt von einer Gruppe von Fremdenlegionären, die aus Französisch-Indochina zu fliehen versuchen. Der Film basiert auf dem Roman Les chiens jaunes von Alain Gandy, feierte Anfang September 2023 beim Festival des amerikanischen Films in Deauville seine Premiere und kam im Februar 2024 in die französischen Kinos.

## Handlung
Am 9. März 1945 gelingt der Japanischen Armee in Französisch-Indochina ein fulminanter Überraschungsangriff auf die französischen Streitkräfte. Tausende Zivilisten und Soldaten werden dabei getötet und viele mehr verletzt. In einem Lazarett der Fremdenlegion beschließt der aus Polen stammende Adjutant Janiçki, der das Lazarett leitet, mit zehn Männern, die noch in der Lage sind, zu fliehen. Sie wollen durch den Dschungel zu einem mehr als 300 Kilometer entfernten Stützpunkt der Alliierten in China.
Die Männer sind als Alkoholiker und Drogenabhängige durch den Entzug psychisch äußerst instabil. Bald kommt es zu Konflikten zwischen den zunehmend gereizten Soldaten und ihrem Unteroffizier, welchen Weg sie einschlagen sollen.

## Literarische Vorlage
Der Film basiert auf dem Roman Les chiens jaunes von Alain Gandy aus dem Jahr 1991. Der französische Offizier und Schriftsteller kämpfte als Angehöriger der Fremdenlegion im Zweiten Weltkrieg und war danach einige Jahre an den französischen Kolonialkriegen ebenfalls als solcher aktiv beteiligt. Ermutigt durch seine früheren literarischen Versuche begann er nach seiner Dienstzeit weiter zu schreiben. Mit den Jahren entstand ein kleines Œuvre an Sachbüchern, in denen er sich hauptsächlich mit der Fremdenlegion beschäftigte. Gandy starb im Dezember 2015.

## Produktion

### Idee, Drehbuch und Regie

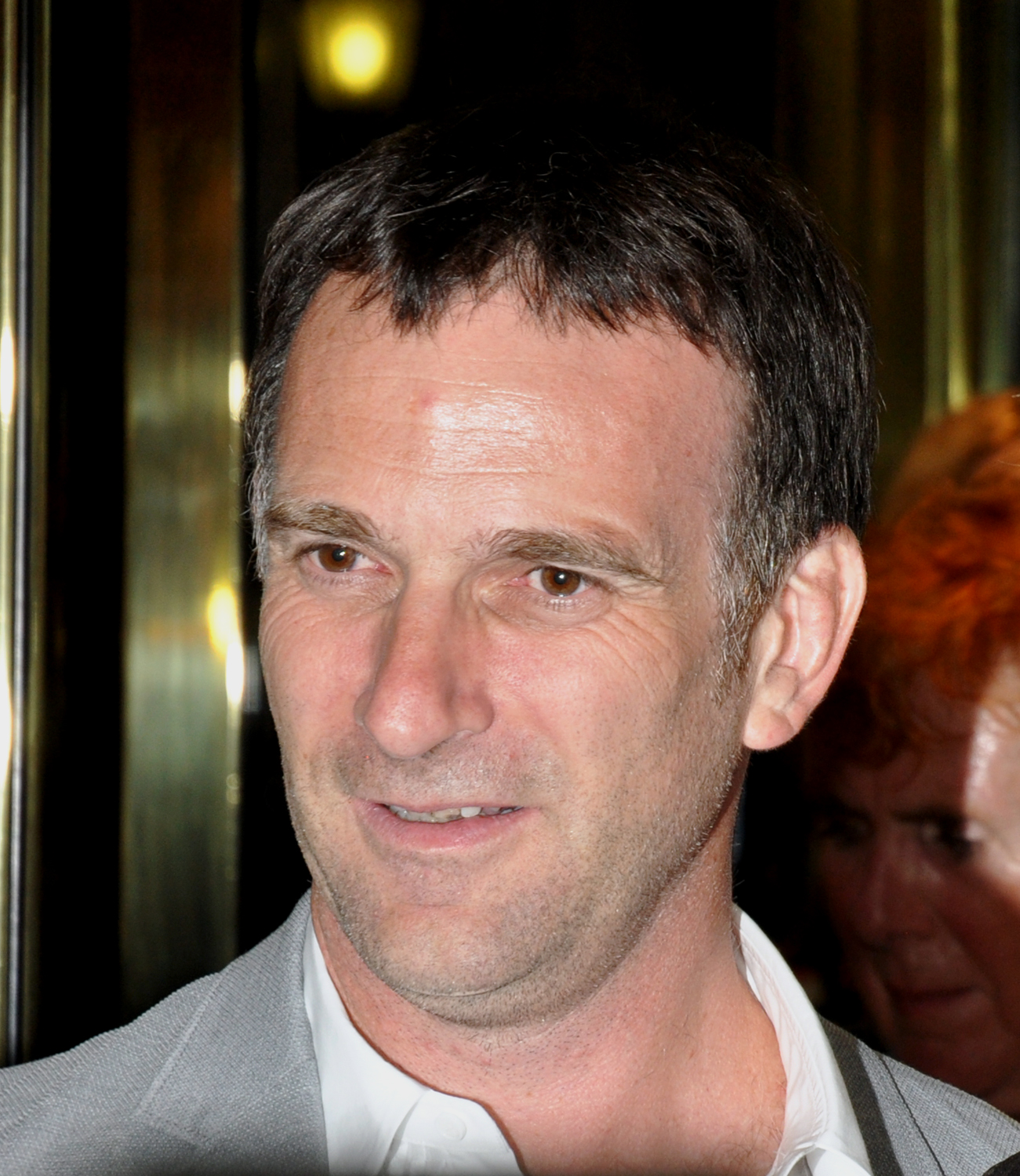
Regisseur David Oelhoffen

Das auf dem Roman basierende Originaldrehbuch von dem Schriftsteller Laurent Gaudé, dem im April 2022 verstorbenen Filmregisseur Jacques Perrin und dem im Juni 2015 verstorbenen Autor Jean Vautrin wurde von dem französischen Regisseur David Oelhoffen gemeinsam mit Christophe Cheysson und Éric Deroo überarbeitet. Perrin initiierte das Projekt, nachdem er von den Fremdenlegionären gelesen hatte, die nach dem Angriff der japanischen Armee im Jahr 1945 nach China flohen, und beschloss, einen Film darüber zu drehen. Als er Oelhoffen gewinnen konnte, stimmte er zu, dass der Regisseur ihr Drehbuch teilweise umschreiben durfte.
Es handelt sich bei The Last Men – Die letzte Fremdenlegion nach Nos retrouvailles von 2007, Den Menschen so fern von 2014 und Frères ennemis von 2018 um Oelhoffens vierten Spielfilm. Oelhoffens Mutter stammt aus einer Militärfamilie, und er selbst leistete seinen 18-monatigen Wehrdienst in Südamerika.

### Besetzung und Dreharbeiten

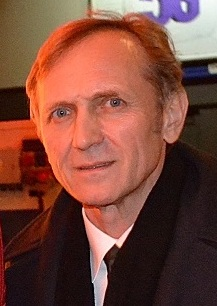
Der Pole Andrzej Chyra spielt Adjutant Janiçki

In den Hauptrollen spielen der Portugiese Nuno Lopes Caporal Lisbonne, Arnaud Churin Aubrac, Felix Meyer Volman genannt 'Poussin', Teng Va Tinh, der Italiener Guido Caprino Giuseppe Sottile genannt 'Lemiotte' und der Pole Andrzej Chyra Adjutant Janiçki. In weiteren Rollen sind der schwedisch-monegassische Film- und Theaterschauspieler Axel Granberger, der Franzose Yann Goven, der Italiener Francesco Casisa und die Belgier Wim Willaert und Aurélien Caeyman zu sehen.
Durch die Zusammenarbeit mit der Cinema and Creative Industries Mission (MCIC) des Ministeriums der Streitkräfte sowie mit dem 3. Infanterie-Fremdenregiment (3e REI) lernte der Regisseur den ehemaligen Legionär Antonio López kennen, der dem Filmteam als Berater in militärischen Fragen zur Seite stand und den Schauspielern beim Umgang mit Waffen und bei ihrer Körperhaltung half. López spielt im Film selbst in einer kleineren Rolle Alvarez.
Die Dreharbeiten wurden Mitte Februar 2022 in Französisch-Guyana begonnen. Als Kameramann fungierte Guillaume Deffontaines, der bereits für das während des Algerienkrieges spielenden Filmdrama Des hommes von Lucas Belvaux mit Gérard Depardieu in der Hauptrolle und zuletzt bei der Filmkomödie Der Rosengarten von Madame Vernet von Pierre Pinaud tätig war.

### Filmmusik und Veröffentlichung
Die Filmmusik komponierte Superpoze, der zuletzt für L’Astronaute von Nicolas Giraud und Little Ones tätig war. Das Soundtrack-Album wurde zum Kinostart in Frankreich von Combien Mille Records und Grand Musique Management als Download veröffentlicht.
Der Film feierte am 3. September 2023 beim Festival des amerikanischen Films in Deauville seine Premiere. Im Oktober 2023 wurde er beim Internationalen Filmfestival Warschau gezeigt. Der Kinostart in Frankreich erfolgte am 21. Februar 2024. In Deutschland erschien The Last Men – Die letzte Fremdenlegion am 9. Januar 2025 digital und am 6. Februar 2025 auf DVD und Blu-ray im Verleih von Tiberius Film.

## Rezeption

### Kritiken
Léo Martin schreibt in seiner Kritik bei Écran Large, David Oelhoffens Film erinnere manchmal an Les Confins du monde von Guillaume Nicloux, ein Film, der wiederum Anleihen von Apocalypse Now hat. Gemeinsam sei den Filmen, dass die ausländischen Soldaten gleichermaßen Eindringlinge als auch Gefangene des Dschungels sind und wie Odysseus in der Hölle nach dem Ausgang suchen.

### Auszeichnungen
Internationales Filmfestival Warschau 2023
- Nominierung im Internationalen Wettbewerb (David Oelhoffen)
- Auszeichnung für die Beste Regie (David Oelhoffen)[9]